# Kershaw Ice Rumples
Die Kershaw Ice Rumples (englisch) sind ein großes Gebiet von Eishöckern vor der Zumberge-Küste des westantarktischen Ellsworthlands. Im südwestlichen Teil des Filchner-Ronne-Schelfeises liegen die Eishöcker zwischen dem Fletcher Ice Rise und dem Korff Ice Rise.
Sie sind erstmals auf Luftaufnahmen der United States Navy aus den 1960er Jahren und danach auf Landsat-Aufnahmen aus den Jahren von 1973 bis 1974 zu sehen. Das UK Antarctic Place-Names Committee benannte sie 1977 nach John Edward Giles Kershaw (1948–1990), leitender Pilot des British Antarctic Survey von 1974 bis 1975, der am 5. März 1990 bei einem Flugzeugabsturz auf dem Jones-Schelfeis ums Leben kam und am Fuß des ebenfalls nach ihm benannten Mount Kershaw beerdigt wurde.